# Hochschwab (bergstopp)
Hochschwab är en bergstopp i Österrike. Den ligger i distriktet Bruck-Mürzzuschlag och förbundslandet Steiermark, i den östra delen av landet. Toppen på Hochschwab är 2 277 meter över havet. Berget är den högsta toppen i massivet Hochschwab.
Några hundra meter öster om berget förekommer en linbana som man når från orten Seewiesen. 
I omgivningarna runt Hochschwab förekommer i huvudsak kala bergstoppar och alpin tundra.